# 混合偏导数
以下分為兩種意義來講，分別是數學意義及物理意義
數學意義:即為偏導數頁面所看到之數學式，即在某個變量上有微小的變化，計算時將其他變量視為常數。
物理意義:在多維空間，前後分別固定多個平面(幾階即固定幾個平面)上的變量。